# Mehdi Djaadi
Mehdi Djaadi est un acteur français né à Saint-Étienne le 29 septembre 1986.

## Biographie
Il passe son enfance et son adolescence au Crêt de Roc, quartier ouvrier de Saint-Étienne dans la Loire. De confession musulmane, il se convertit au catholicisme.
Il intègre l'école de la Comédie du centre dramatique national de Valence en 2007, sous la direction de Christian Giriat. Il poursuit sa formation à La Manufacture, École supérieure d’art dramatique de Lausanne, en Suisse, d’où il sort diplômé en 2013.

## Carrière
Il enchaîne les rôles principaux des courts métrages du réalisateur Christophe M. Saber, dont Discipline, primé au Quartz du meilleur court métrage aux Prix du cinéma suisse en 2015, Punchline, prix du public au Festival international de Brooklyn ou encore Sacrilège primé au Festival du cinéma européen de Lille et pour lequel il décroche un prix d'interprétation masculine.
En 2015, il décroche son premier rôle au cinéma dans Je suis à vous tout de suite de Baya Kasmi, ce qui lui vaudra de faire partie des révélations des Césars 2016. Toujours en 2015, il est au générique, notamment de Comme un avion de Bruno Podalydès.
En 2018, il est présent dans un épisode d'Hippocrate et aux côtés d'Anthony Bajon dans le film La Prière de Cédric Kahn. L'année suivante
Au théâtre, il joue dans la pièce I am Europe de Falk Richter, créée au Théâtre national de Strasbourg, puis jouée au Théâtre de l'Odéon et en tournée dans une dizaine de pays d'Europe de 2018 à 2020.
En 2020, il est coauteur du seul en scène Coming Out, mis en scène par Thibaut Evrard, qu’il joue au Théâtre Montmartre-Galabru. Il y incarne une quinzaine de personnages en retraçant son « odyssée spirituelle ». Ce seul en scène est présenté au Festival Off d'Avignon 2021 où, d'après le New York Times, il brise les stéréotypes.
L'année suivante, il est présent aux côtés de Pierre Niney et André Dussollier dans le thriller Boîte noire de Yann Gozlan, puis dans la série L'Opéra sélectionnée au Festival Séries Mania.
En 2022, il tourne dans Années 20 qui est sélectionné en compétition internationale et reçoit le prix de la cinématographie au Festival du film de Tribeca à New York. 
Il se lance également dans la mise en scène, avec le spectacle Monsieur le Curé fait sa crise, adapté du roman éponyme de Jean Mercier, produit par Grégory Turpin et joué par Reynold de Guenyveau.

## Filmographie

### Cinéma

#### Longs métrages
- 2015 : Je suis à vous tout de suite de Baya Kasmi : Donnadieu Belkacem alias Hakim
- 2015 : Comme un avion de Bruno Podalydès : Le vigile à l'hypermarché
- 2017 : Et au pire, on se mariera de Léa Pool : Hakim
- 2018 : La Prière de Cédric Kahn : Éric
- 2018 : Fortuna de Germinal Roaux : Lyes
- 2021 : Boîte noire de Yann Gozlan : Samir Jellab
- 2022 : Années 20 d’Élisabeth Vogler : Un gamer d'échecs sur téléphone
- 2022 : Reste un peu de Gad Elmaleh : Mehdi
- 2024 : Six pieds sur terre de Karim Bensalah : Mourad

#### Courts métrages
- 2010 : L'Élévateur de Christophe M. Saber
- 2013 : Frère et sœur de Christophe M. Saber
- 2013 : Les Fous sont saints d'esprit d'Eugene Dyson : Un infirmier
- 2014 : Discipline de Christophe M. Saber
- 2014 : L'Offre de Moira Pitteloud : Sami
- 2017 : Le Ticket d'Ali Marhyar : Samy
- 2017 : Punchlline de Christophe M. Saber
- 2017 : Sacrilège de Christophe M. Saber : Saoud
- 2023 : H2O mon amour de Laetitia Martinoni : Simon

### Télévision

#### Séries télévisées
- 2018 : Hippocrate : Lofti
- 2018 - 2019 : À l'intérieur : Mehdi
- 2019 : Les Sauvages : Ahmed Nerrouche
- 2021 : Tétard : L’expert
- 2021 - 2022 : L'Opéra : Idir Chennoufi
- 2022 : Irma Vep : L'ambulancier
- 2024 : Citoyens clandestins : Mohammed Touati

## Théâtre

### Comédien
- 2011 : Anticlimax, mise en scène Laurence Mayor, Manufacture de Genève
- 2012 : Shakespeare Potlach, mise en scène Georges Lavaudant, Manufacture de Genève
- 2013 : Pro|vocation, mise en scène Arpad Schilling, Manufacture de Genève, Festival d'Avignon
- 2013 : Cailloux dans la cité, de Vincent Coppey, mise en scène de l'auteur, Espace Cicli de Genève
- 2013 : Je pleurais, mes larmes rigolaient sur mes joues de Gaël Bandelier, mise en scène Alain Borek
- 2014 : Cabaret Voltaire 16 de Michel Beretti, mise en scène Simone Audemars, Théâtre du Châtelard de Ferney-Voltaire[8]
- 2014 : Rosa seulement de Mathieu Bertholet, mise en scène de l'auteur, chorégraphie Cindy Van Acker, Festival d'Avignon, Théâtre du Grütli de Genève
- 2019 : I am Europe de Falk Richter, mise en scène de l'auteur, chorégraphie Nir De Volff, Théâtre de l'Odéon, Théâtre national de Strasbourg, en tournée
- 2019 - 2020 : Le Fruit de nos entrailles de Sophie Galitzine, mise en scène Florence Savignat, Théâtre Lepic
- 2020 - 2022 : Coming Out de Mehdi Djaadi et Thibaut Evrard, mise en scène Thibaut Evrard, Théâtre Montmartre-Galabru, le Petit Montparnasse, Théâtre Tristan-Bernard

### Auteur
- 2020 : Coming Out

### Mise en scène
- 2022 : Monsieur le Curé fait sa crise

## Distinctions

### Nominations
- César 2016 : Pré-nomination pour le César du meilleur espoir masculin, pour Je suis à vous tout de suite de Baya Kasmi
- 2018 : Prix d'interprétation masculine au Festival du cinéma européen de Lille, pour Sacrilège de Christophe M. Saber
- Molières 2023 : Molière seul(e) en scène pour Coming out de Mehdi Djaadi